# Vlag van La Guaira

Vlag van La Guaira (ratio 2:3)

De vlag van La Guaira toont een gele zon op een witte achtergrond, met daaronder een blauwe baan met vier witte sterren; aan de rechterkant staan vier verticale banen in de kleuren geel, rood, wit en blauw.
De vlag werd in 1797 ontworpen door Manuel Gual en José María España, twee opstandelingen tegen de koning van Spanje. Zij hesen deze vlag op 13 juli van dat jaar. Tweehonderd jaar later nam La Guaira, dat een jaar later een aparte staat zou gaan vormen (voorheen behoorde het gebied tot het Hoofdstedelijk District), de vlag als officiële vlag aan.
De vier strepen aan de rechterkant symboliseren de vier etnische groepen die de Venezolaanse bevolking vormen: indianen en blanke, bruine en negroïde mensen.